# 金融衍生市场
金融衍生市场是指以交易金融合约为特征的市场,包括：证券市场、黄金市场、货币市场、股票市场、外汇市场为基础，利用保证金交易的杠杆效应，通过判断利率、汇率、股价的趋势进行大量金融商品交易，交易对象为金融衍生工具。